# Lenka Çuko
Lenka Çuko (* 1938 in Lushnja) ist eine ehemalige albanische Politikerin der Partei der Arbeit Albaniens (PPSh).

## Biografie
1970 wurde Çuko erstmals Abgeordnete der Volksversammlung (Kuvendi Popullor) und war in dieser von der siebten bis zur elften Legislaturperiode bis 1991 Mitglied. Darüber hinaus wurde sie auf dem 6. Parteitag im November 1971 Mitglied des Zentralkomitees (ZK) der PPSh und gehörte damit zu den wenigen weiblichen Mitgliedern dieses Gremiums. Darüber hinaus war sie mehrere Jahre 1. Sekretärin der PPSh im Kreis Lushnja.
Auf dem 7. Parteitag der PPSh erfolgte im November 1976 ihre Wahl zur Kandidatin des Politbüros der PPSh. Sie war damit die erste Frau in diesem Gremium seit der Absetzung von Liri Belishova im September 1960.
Auf dem 8. Parteitag der PPSh wurde sie im November 1981 zum Mitglied des Politbüros gewählt und gehörte diesem obersten Führungsgremium der Partei bis zum Dezember 1990 an. Am 25. Januar 1983 wurde sie zudem Sekretär des ZK der PPSh und übte auch diese Funktion bis Dezember 1990 aus. Als ZK-Sekretärin war sie für die Parteiorganisation zuständig.
1993 wurde gegen Çuko und neun weitere ehemalige hochrangige Funktionäre (Muho Asllani, Besnik Bekteshi, Foto Çami, Hajredin Çeliku, Vangjel Çërrava, Llambi Gegprifti, Qirjako Mihali, Pali Miska und Prokop Murra) Anklage wegen Bereicherung an öffentlichen Geldern erhoben. Wegen dieser Straftaten kam es schließlich durch ein Gericht in Tirana zu folgenden Verurteilungen zu Freiheitsstrafen: Mihali und Gegprifti jeweils acht Jahre, Miska und Çuko jeweils sieben Jahre, Çami, Çeliku und Bekteshi jeweils sechs Jahre sowie Çërrava, Murra und Asllani jeweils fünf Jahre.
Im Juli 1996 wurde gegen Çuko sowie gegen Llambi Gegprifti und Irakli Vero sowie andere erneut Anklage erhoben wegen deren Tätigkeiten als 1. Sekretäre der PPSh im Kreis Lushnja, Tirana und Fier. Im September 1996 verurteilte das Gericht Gegprifti zu 20 Jahren, Vero zu 16 Jahren und Çuko zu 15 Jahren Freiheitsstrafe. Die sechs weiteren Angeklagten erhielten ebenfalls Freiheitsstrafen zwischen 15 und 20 Jahren. Das Oberste Gericht Albaniens bestätigte diese Verurteilungen im November 1996.